# Lommaområdet
Lommaområdet este o arie protejată (arie de protecție specială avifaunistică — SPA) din Suedia întinsă pe o suprafață de 247,8 ha, integral pe uscat.

## Localizare
Centrul sitului Lommaområdet este situat la coordonatele 55°38′51″N 13°02′42″E / 55.6474°N 13.0449°E.

## Înființare
Situl Lommaområdet a fost declarat arie de protecție specială avifaunistică în aprilie 2004 pentru a proteja 19 specii de animale.

## Biodiversitate
Situată în ecoregiunile continentală și marină Atlantică, aria protejată nu include niciun habitat protejat.
La baza desemnării sitului se află mai multe specii protejate de  păsări (19): fâsă roșiatică (Anthus cervinus), Branta leucopsis, Calidris alpina schinzii, fugaci mic (Calidris minuta), chirighiță neagră (Chlidonias niger), erete de stuf (Circus aeruginosus), erete vânăt (Circus cyaneus), presură de grădină (Emberiza hortulana), șoim de iarnă (Falco columbarius), sitar de mal nordic (Limosa lapponica), gușă albastră (Luscinia svecica), ferestraș mic (Mergus albellus), codobatura galbenă (Motacilla flava), vultur pescar (Pandion haliaetus), ciocântors (Recurvirostra avosetta), lăstun de mal (Riparia riparia), chiră mică (Sterna albifrons), pescăriță mare (Sterna caspia), chiră de baltă (Sterna hirundo).